# Mariene ecoregio Keltische Zee
De Mariene ecoregio Keltische Zee (26) (Engels: Celtic Seas marine ecoregion) is een biogeografische regio en ligt in het noordoosten van de Atlantische Oceaan in de Mariene provincie Noordelijke Europese Zeeën (2) in het Marien rijk Gematigde Noordelijke Atlantische Oceaan. De mariene ecoregio is vastgesteld door het World Wide Fund for Nature en The Nature Conservancy en is vernoemd naar de Keltische Zee.
In het noorden grenst het gebied aan de mariene ecoregio Faeröerplateau (21), in het noordoosten en zuidoosten aan de mariene ecoregio Noordzee (25) en in het zuiden aan de mariene ecoregio Zuid-Europees Atlantisch Plat (27).

## Geografie
De mariene ecoregio ligt in het noordoosten van de Atlantische Oceaan voor de westkust van Schotland, Engeland en Wales, voor de kusten van Noord-Ierland en Ierland en voor de noordkust van de Franse regio Bretagne en westkust van Normandië. Het gebied strekt zich uit van Strathy in Schotland, tot aan het schiereiland Isle of Purbeck in Engeland en schiereiland Cotentin van Normandië in Frankrijk, en tot aan Cap Sizun. Het gebied omvat onder andere de Ierse Zee met de wateren rond het eiland Man, de Keltische Zee en het westelijk deel van Het Kanaal met de wateren rond de Kanaaleilanden (Jersey, Guernsey, Sark, Herm, Alderney).
Door het gebied stromen de Noord-Atlantische stroom en de Portugalstroom.

## Biogeografie
Het gebied kent zeeleven dat houdt van gematigde temperaturen.